# Саенко, Инна Александровна
И́нна Алекса́ндровна Сае́нко (укр. Інна Олександрівна Саєнко; род. 8 марта 1982, Жданов, Донецкая область) — украинская легкоатлетка, специалистка по метанию молота. Выступала на профессиональном уровне в 1998—2009 годах, победительница и призёрка ряда крупных международных турниров, участница летних Олимпийских игр в Пекине.

## Биография
Инна Саенко родилась 8 марта 1982 года в городе Мариуполе Донецкой области Украинской ССР. Впоследствии также представляла Киевскую и Херсонскую области.
Впервые заявила о себе в лёгкой атлетике в сезоне 1998 года, когда на молодёжном украинском первенстве в Николаеве выиграла бронзовую медаль в зачёте метания молота.
В 2001 году стала чемпионкой Украины среди юниорок, в составе украинской сборной метала молот на юниорском европейском первенстве в Гроссето.
В 2002 году среди прочего отметилась победой на юношеских Всеукраинских играх в Донецке.
В 2004 году метала молот на Европейском вызове по зимним метаниям в Марсе, заняла итоговое 21-е место.
В 2005 году отметилась выступлением на Кубке Европы по зимним метаниям в Мерсине и на Кубке Европы во Флоенции, где стала седьмой.
В 2006 году выиграла зимний чемпионат Украины в Ялте, тогда как на летнем чемпионате Украины в Киеве взяла бронзу.
В 2007 году показала 17-й результат на Кубке Европы по зимним метаниям в Ялте, получила серебро на чемпионате Украины в Донецке, закрыла десятку сильнейших на Всемирной Универсиаде в Бангкоке.
В 2008 году на соревнованиях в Киеве превзошла всех соперниц и установила свой личный рекорд в метании молота — 71,56 метра, при этом на чемпионате Украины была третьей. Благодаря череде успешных выступлений удостоилась права защищать честь страны на летних Олимпийских играх в Пекине — на предварительном квалификационном этапе метнула молот на 66,92 метра, чего оказалось недостаточно для выхода в финал.
Будучи студенткой, в 2009 году представляла Украину на Всемирной Универсиаде в Белграде, где с результатом 65,91 заняла в финале метания молота десятое место. По окончании этого сезона завершила спортивную карьеру.